# Гергард Рюле
Гергард «Герд» Рюле (нім. Gerhard "Gerd" Rühle; 23 березня 1905, Вінненден — 5 червня 1949, Інсбрук) — німецький дипломат і політик, штандартенфюрер СС, посланник 1-го класу і міністерський диригент.

## Біографія
Вивчав право в університетах Мюнхена, Франкфурта і Галле. Один з перших членів НСДАП (квиток №694). Після закінчення університету працював реферндарієм в Берліні-Ліхтерфельді, поки в 1930 році не був звільнений з політичних причин. В 1925 році очолив орстгрупу НСДАП в Галле. В 1926 році вступив в СС. В 1928 році переведений в управління гау в Франкфурт-на-Майні, з 1930 року виконував обов'язки крайсляйтера Великого Франкфурта. Один із членів-засновників Націонал-соціалістичного союзу юристів (членський квиток №23). В 1932-33 роках — імперський керівник студентів і депутат прусського ландтагу. З 1933 року — депутат рейхстагу. В 1933-35 роках — урядовий радник оберпрезидіуму провінції Бранденбург. З 15 листопада 1935 по 13 лютого 1939 року — керівник управління гау Курмарк і земельник радник Калау. Член Академії німецького права. В 1939 році переведений у зовнішньополітичне відомство, де очолив радіополітичний відділ. Наклав на себе руки.

## Звання
- Гауптштурмфюрер СС (12 вересня 1937)
- Штурмбанфюрер СС (9 листопада 1938)
- Оберштурмбанфюрер СС (20 квітня 1941)
- Штандартенфюрер СС (1 березня 1942)

## Нагороди
- Золотий партійний знак НСДАП (№694; 12 грудня 1933)
- Медаль «За вислугу років у НСДАП» в бронзі, сріблі та золоті (25 років)
- Медаль «За вислугу років у СС» 4-го, 3-го і 2-го ступеня (12 років)
- Почесна шпага рейхсфюрера СС
- Кільце «Мертва голова»